# Quelltäler der Wienbeck
Die Quelltäler der Wienbeck sind ein Naturschutzgebiet in der niedersächsischen Stadt Osterholz-Scharmbeck im Landkreis Osterholz.

## Allgemeines
Das Naturschutzgebiet mit dem Kennzeichen NSG LÜ 259 ist 95 Hektar groß. Das rund 73 Hektar große FFH-Gebiet „Reithbruch“ ist größtenteils Bestandteil des Naturschutzgebietes.  Das Gebiet steht seit dem 16. Januar 2004 unter Naturschutz. In dem Schutzgebiet ist das ehemalige Naturschutzgebiet „Reithbruch“, das zum 8. September 1949 ausgewiesen worden war, aufgegangen. Zuständige untere Naturschutzbehörde ist der Landkreis Osterholz.

## Beschreibung

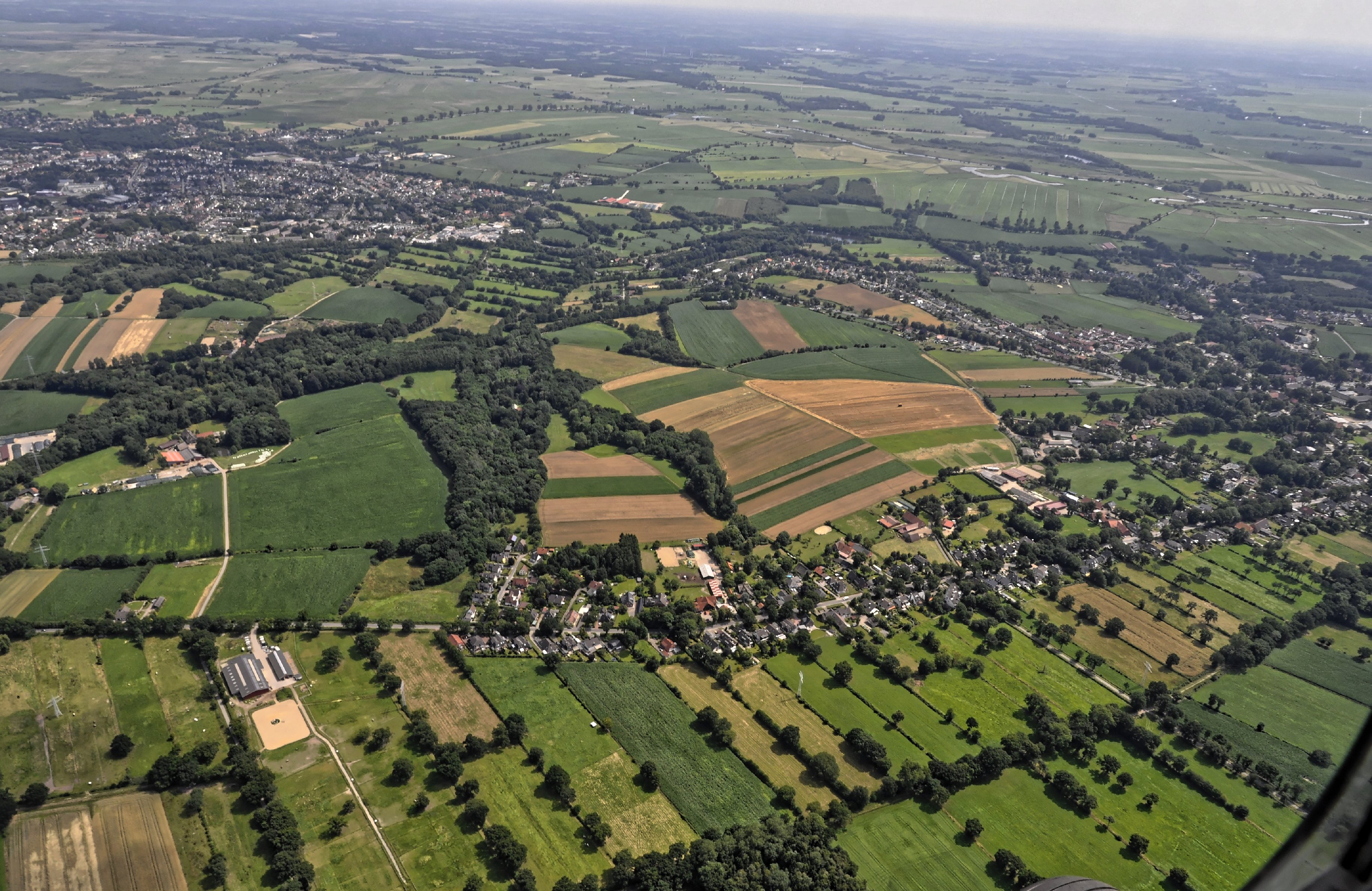
Blick nach Osten über das Naturschutzgebiet (links in der Bildmitte); rechts Scharmbeckstotel, links im Hintergrund Osterholz-Scharmbeck, dahinter erstreckt sich die Hammeniederung (großteils LSG bzw. NSG).

Das Naturschutzgebiet liegt westlich von Osterholz-Scharmbeck zwischen Buschhausen und Scharmbeckstotel. Es umfasst die Täler mehrerer Geestbäche, die sich zur Wienbeck vereinigen. Die Bäche haben sich tief in den sandigen, von einer Grundmoräne gebildeten Untergrund, eingeschnitten. In den Tälern und an den Talhängen kommen teilweise alte Laubwälder vor. Die Wienbeck schlängelt sich relativ naturnah durch das Naturschutzgebiet. Ihr Ufer wird von Erlen und Eschen gesäumt. In den Bereichen, in denen die Talhänge flacher sind – dies ist insbesondere im östlichen Teil des Schutzgebietes der Fall – findet landwirtschaftliche Nutzung der Flächen überwiegend als Grünland statt. Die Grünlandflächen sind durch Wall- und Feldhecken gegliedert. Im westlichen Teil sind an mehreren Stellen Stauteiche zu finden, die nur noch teilweise als Fischteiche genutzt werden. Die nicht mehr genutzten Teiche haben sich zu naturnahen Kleingewässern entwickelt.
Im Westen des Naturschutzgebietes befindet sich der Reithbruch, ein Bereich mit Kalkflachmoorvegetation. Dieser Bereich stellt das ehemalige Naturschutzgebiet „Reithbruch“ dar.
Im Osten und Südosten grenzt das Naturschutzgebiet an die B 74.